# スロヴェンスキー・チュヴァック

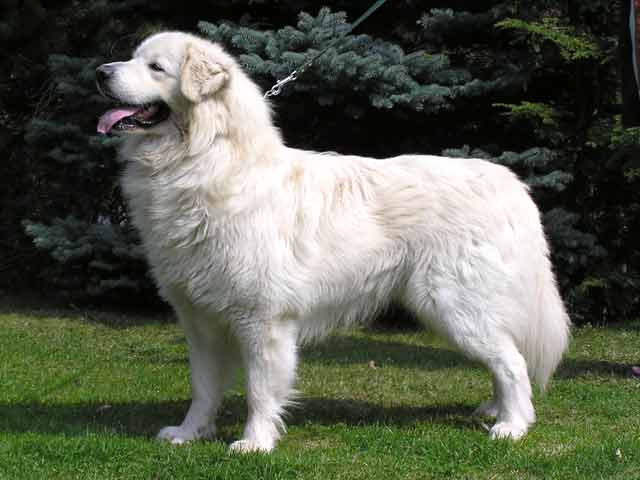
スロヴェンスキー・チュヴァック

スロヴェンスキー・チュヴァック（英：Slovensky Cuvac）とは、スロバキア原産の護蓄犬種である。別名スロヴァーク・チュヴァック（英：Slovak Cuvac）、スロバキアン・シェパード・ドッグ（英：Slovakian Shepherd Dog）、リプトク（英：Liptok）。愛好家からはチュヴァック若しくはチュヴァ（英：Cuva）などとも呼ばれている。

## 歴史
17世紀ごろには既に犬種として存在していたが、生い立ちはよく分かっていない。本種のもとになったハンガリーのクーバースが12世紀頃に作出されているため、12世紀以降17世紀未満に生まれた犬種であると推測されている。
チュヴァックは他の親せき犬種と同じく家や家畜を狼や家畜泥棒から守るのに使われ、夜間も警戒を怠ることなく警備を行えたため重宝されていた。ホワイトのコートが好まれているのはちゃんとした理由があり、夜間に泥棒や狼を取り押さえたり戦っている時にそれらと間違えられて射殺されないように見分けるために改良された。ホワイトのコートは暗夜でも見やすく、それらの外敵とチュヴァックを区別するのに非常に都合が良いのである。
もとから希少種で、ほとんどが羊飼いによって飼育・管理・ブリーディングを行われていたためめったに民間に渡る事はなかった。20世紀ごろになると原産地で狼は姿を消し、家畜泥棒の被害数も減少したためあまり警備を行う必要がなくなり、仕事が減ってしまった。それによってチュヴァックの需要も減って行き、頭数が激減して絶滅寸前に追いやられてしまった。しかし、数少ない愛好家によって辺地から本種を集め、繁殖を行って何とか数を回復して生き残ることができた。ある程度頭数が増えた時点でFCIへ公認の申請が行われ、1965年に公認犬種として登録された。現在でも他の親せき種に比べて頭数が少なく貴重な存在であるが、ヨーロッパ諸国やアメリカ合衆国などに輸出が行われ、護蓄犬としてだけでなくペットやショードッグとしても飼育されている。日本では知名度が非常に低く、まだ輸入されていない。

## 特徴
グレート・ピレニーズに容姿は似るが、それよりも体のサイズが小さく、コートの量が若干少ない。がっしりした体格で、力が強い。頭部は大きく、マズルは短めである。垂れ耳・ふさふさした垂れ尾で、コートは もこもこ した柔らかいまっすぐな長毛。毛色はホワイト若しくは薄いクリーム。体高は雄62～70cm、雌59～65cmで体重は雄36kg、雌31～37kgの大型犬。性格は忠実で冷静、友好的だがやや独立心の強い一面もあるため、しっかりとしたしつけが必要である。大型犬種であるが極端に多い運動量は必要としない。

## 参考
- 『日本と世界の愛犬図鑑2007』（辰巳出版）佐草一優監修
- 『デズモンド・モリスの犬種事典』デズモンド・モリス著書、福山英也、大木卓訳 誠文堂新光社、2007年
- 『日本と世界の愛犬図鑑2009』（辰巳出版）藤原尚太郎編･著